# سویر (یوتا)
سویر (به انگلیسی: Sevier) یک منطقهٔ مسکونی در ایالات متحده آمریکا است که در شهرستان سویر، یوتا واقع شده‌است. سویر ۱٬۷۰۲٫۰۲ متر بالاتر از سطح دریا واقع شده‌است.